# غوستاف هاميلتون
غوستاف هاميلتون هو ممثل بلجيكي، ولد في 27 مارس 1871 في بلجيكا، وتوفي في 5 يناير 1951 بفيلفرانش سور مير في فرنسا.

## أعمال

### أفلام
- (1945) أطفال الفردوس

## وصلات خارجية
- غوستاف هاميلتون على موقع IMDb (الإنجليزية)
- غوستاف هاميلتون على موقع ألو سيني (الفرنسية)
- غوستاف هاميلتون على موقع قاعدة بيانات الأفلام السويدية (السويدية)
- غوستاف هاميلتون على موقع قاعدة بيانات الفيلم (الإنجليزية)
- غوستاف هاميلتون على موقع كينوبويسك (الروسية)